# Michael C. Hall
Pour les articles homonymes, voir Hall.
Michael C. Hall (prononcé en anglais : [ˈmaɪkəl kɑːɹˈlaɪl hɔl]) , né le 1er février 1971 à Raleigh, (Caroline du Nord, États-Unis), est un acteur, chanteur et producteur américain.
Il est principalement connu pour son rôle de David Fisher dans la série télévisée Six Feet Under et de Dexter Morgan dans la série Dexter.

## Biographie

### Jeunesse et formation
Michael Carlyle Hall a effectué sa scolarité à la Ravenscroft School (en), dont il sort diplômé en 1989. Il fréquente ensuite l'Earlham College, une université d'arts libéraux ; il en sort diplômé en 1993, et avait initialement prévu de devenir avocat.
Il a ensuite suivi les cours du Master of Fine Arts à l'université de New York et a souvent joué dans les théâtres de cette ville, notamment dans la célèbre pièce de Shakespeare, Macbeth. Puis il se produit à Broadway en 1999 dans Cabaret mis en scène par Sam Mendes.

### Carrière

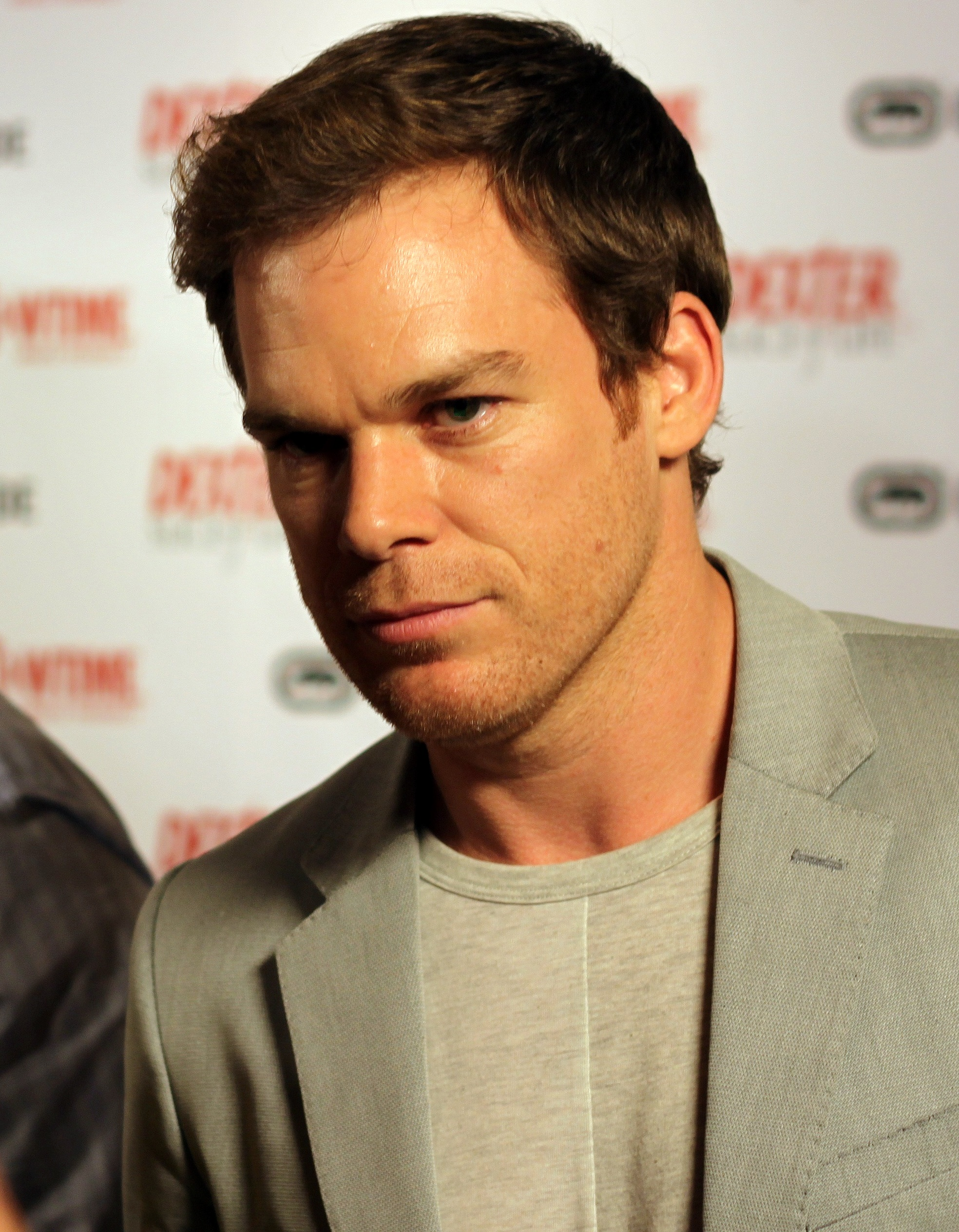
L'acteur au Comic-Con de San Diego 2011.

En 2000, lorsque Alan Ball commence à réunir le casting de la future série télévisée Six Feet Under, Sam Mendes, avec qui il avait travaillé sur American Beauty, lui suggère Michael C. Hall pour le personnage de David, le fils homosexuel de la famille Fisher. C'est ainsi que l'acteur décroche son premier rôle régulier à la télévision, qu'il tient pendant cinq saisons. Cela lui permettra d'accéder à la notoriété et lui vaudra une nomination aux Emmy Award (Meilleur acteur dans une série dramatique) en 2002.
Puis, un an après l'arrêt de Six Feet Under, il décroche le rôle de Dexter Morgan dans la série Dexter sur la chaîne Showtime. Il y incarne un expert judiciaire en traces de sang le jour qui devient tueur en série la nuit. Ce rôle donne un second élan à sa carrière, car la série connaît un franc succès, tout comme son jeu d'acteur, qui sera récompensé à plusieurs reprises, entre autres par un Golden Globe du meilleur acteur dans une série dramatique en 2010.
En janvier 2010, le Los Angeles Times révèle qu'il est atteint d'un lymphome de Hodgkin. Malgré les souffrances de la chimiothérapie qui lui font perdre ses cheveux, il assiste à la cérémonie des Golden Globes avec Jennifer Carpenter. Un courage récompensé par un trophée, celui du meilleur acteur dans une série dramatique. Son épouse Jennifer Carpenter annonce en avril 2010 qu'il a finalement vaincu la maladie. Totalement guéri, il reprend ainsi le chemin des tournages pour le film The Trouble with Bliss ainsi que la sixième saison de Dexter.
Fin 2015, il interprète le rôle principal de la comédie musicale Lazarus écrite par David Bowie et qui est jouée à Broadway puis à Londres en 2016.
En 2018, Hall forme le groupe de rock alternatif Princess Goes avec le guitariste et claviériste Matt Katz-Bohen, et le batteur Peter Yanowitz. En 2023, le groupe sort son deuxième album studio Come Of Age.

### Vie privée

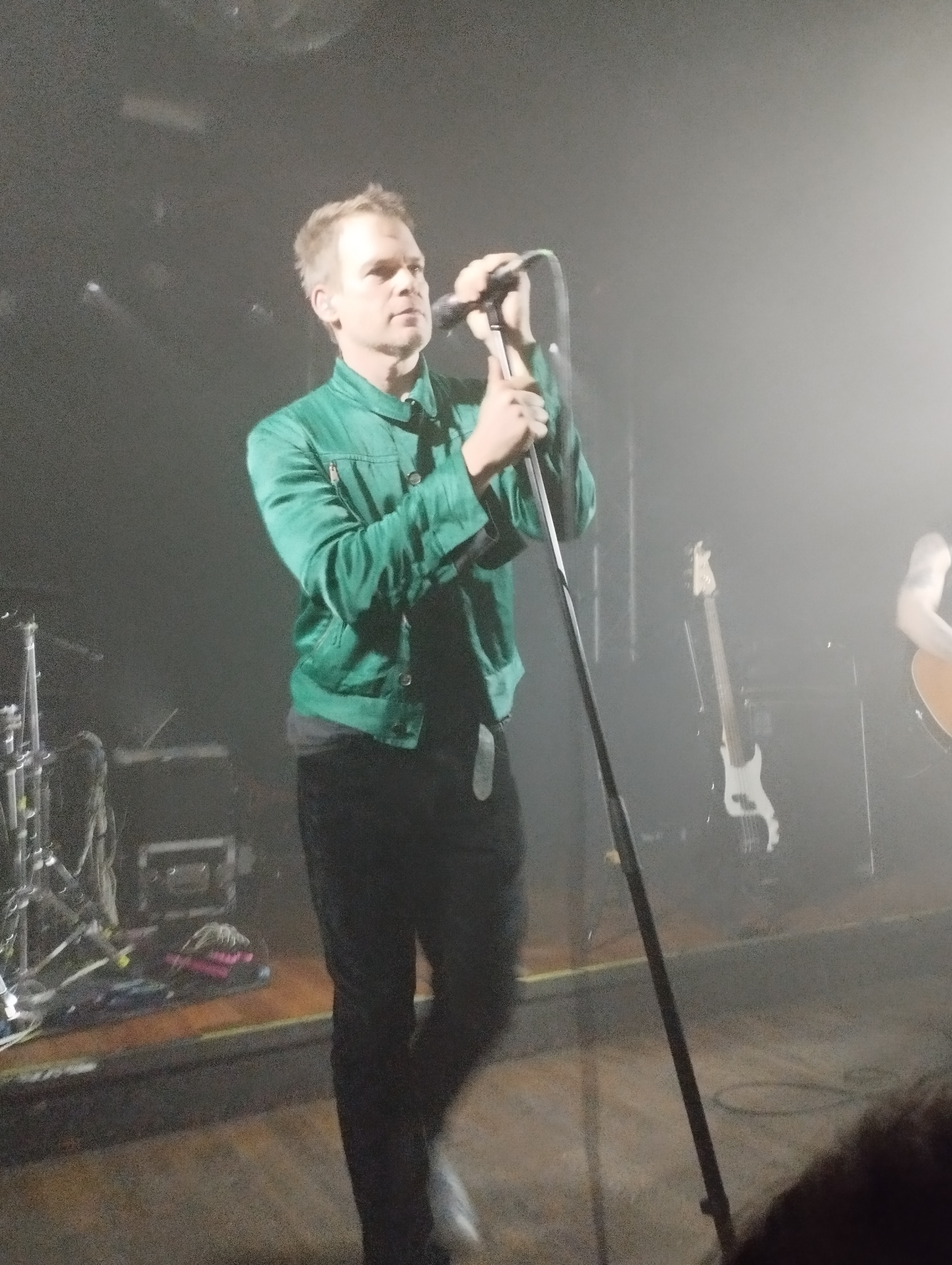
Michael C. Hall en concert avec son groupe Princess Goes au Badaboum, en octobre 2023.

De 2002 à 2006, Michael C. Hall est marié avec l'actrice Amy Spanger avec qui il a tourné la comédie musicale Chicago.
Le 31 décembre 2008, il épouse l'actrice Jennifer Carpenter, qui tient le rôle de sa sœur dans la série télévisée Dexter.
Le 13 décembre 2010, Michael C. Hall et Jennifer Carpenter annoncent leur séparation et divorcent en 2011.
Depuis 2012, il est en couple avec la critique littéraire Morgan MacGregor avec qui il s'est marié en 2016.

## Théâtre
- 2014-2015 : Hedwig and the Angry Inch : Hedwig

- 2015-2018 : Lazarus d'Ivo van Hove : Thomas Jerome Newton
- 2019 : Skittles Commercial: The Broadway Musical (en) : lui-même

## Filmographie

### Cinéma

#### Longs métrages
- 2003 : Paycheck de John Woo : l'agent Klein
- 2004 : Bereft de Timothy Daly : Jonathan
- 2009 : Ultimate Game (Gamer) de Mark Neveldine et Brian Taylor : Ken Castle
- 2010 : Peep World de Barry Baulstein : Jack Meyerwitz
- 2011 : The Trouble with Bliss de Michael Knowles : Morris Bliss
- 2013 : Kill Your Darlings : Obsession meurtrière (Kill Your Darlings) de John Krokidas : David Kammerer
- 2014 : Juillet de sang (Cold in July) de Jim Mickle : Richard Dane
- 2015 : La Ligue des justiciers : Dieux et Monstres (Justice League: Gods and Monsters) de Sam Liu : Batman / Kirk Langstrom (voix)
- 2016 : Christine d'Antonio Campos : George Peter Ryan
- 2016 : After Adderall de Stephen Elliott : le réalisateur
- 2017 : The Secret Man: Mark Felt (Mark Felt: The Man Who Brought Down the White House) de Peter Landesman : John Dean
- 2018 : Game Night de John Francis Daley et Jonathan Goldstein : le Bulgare
- 2019 : The Report de Scott Z. Burns : Thomas Eastman
- 2019 : In the Shadow of the Moon de Jim Mickle : Holt
- 2021 : Le Monde de John (John and the Hole) de Pascual Sisto : Brad

Prochainement
- date inconnue : The Gettysburg Address de Sean Conant : Leonard Swett[11] (documentaire - en postproduction[11])

#### Courts métrages
- 2006 : Dexter: Serial Killer by Night : Dexter Morgan (non crédité)
- 2009 : How to Spoon with Michael C. Hall de Nicholas Spaventa : le narrateur
- 2013 : The River de Sam Handel : le gourou

### Télévision

#### Téléfilms
- 2006 : Mysteries of the Freemasons de Tuggelin Yourgrau : le narrateur (documentaire)

#### Séries télévisées
- 1999 : As the World Turns : Jerry Klein (1 épisode)
- 2001-2005 : Six Feet Under : David James Fisher (65 épisodes)
- 2006-2013 : Dexter : Dexter Morgan (96 épisodes)
- 2011 : CollegeHumor Originals (en) : Bryan (épisode 122 : Porn Rental)
- 2011 : Vietnam in HD : narration
- 2012 : Ruth and Erica : Tom (3 épisodes)
- 2017 : The Crown : le président John Fitzgerald Kennedy (saison 2, épisode 8)
- 2018 : Safe : Tom Delaney (mini-série en 8 épisodes)
- 2019 : Documentary Now! (en) : Billy May « Dead Eyes » Dempsey (saison 3, épisode 7)
- 2020 : Aux origines de l'humanité (Nova) : le narrateur (saison 47, épisode 13)
- 2020 : Shadowplay : Tom Franklin (mini-série de 8 épisodes)
- 2021-2022 : Dexter: New Blood : Jim Lindsay / Dexter Morgan (mini-série en 10 épisodes)
- depuis 2024 : Dexter : Les Origines (Dexter: Original Sin) : Dexter Morgan plus âgé (apparition, épisode 1) et le narrateur (voix, épisodes 1 à 10)
- 2025 : Dexter: Resurrection : Dexter Morgan (mini-série en 10 épisodes)

#### Série d'animation
- 2009-2012 : Dexter: Early Cuts : Dexter Morgan (websérie - voix originale, 24 épisodes)
- 2015 : Justice League: Gods and Monsters Chronicles (en) : Batman / Kirk Langstrom (web-série - voix originale, 1 épisode)
- 2015-2019 : Star Butterfly : Toffee et voix additionnelles (voix originale, 11 épisodes)

### Jeu vidéo
- 2009 : Dexter: The Game : Dexter Morgan (voix originale)

### Producteur / producteur exécutif
- 2009-2013 : Dexter (série télévisée, 70 épisodes + 1 épisode comme réalisateur)
- 2009 : The Edge of Things (documentaire)
- 2010-2012 : Dexter: Early Cuts (websérie d'animation, 12 épisodes)
- 2024 : Dexter : Original Sin
- 2025 : Dexter : Resurrection

## Distinctions

### Récompenses
- Screen Actors Guild Awards 2003 : meilleure distribution pour une série dramatique dans Six Feet Under
- Satellite Awards 2007 : meilleur acteur dans une série dramatique pour Dexter
- Saturn Awards 2007 : meilleur acteur de télévision pour Dexter
- Golden Globes 2010 : meilleur acteur dans une série dramatique pour Dexter
- Screen Actors Guild Awards 2010 : meilleur acteur dans une série dramatique pour Dexter

### Nominations
- Primetime Emmy Awards 2008 : Meilleur acteur dans une série dramatique pour Dexter
- Saturn Awards 2008 : Meilleur acteur pour Dexter
- Primetime Emmy Awards 2009 : Meilleur acteur dans une série dramatique pour Dexter
- Saturn Awards 2009 : Meilleur acteur pour Dexter
- Primetime Emmy Awards 2010 : Meilleur acteur dans une série dramatique pour Dexter
- Saturn Awards 2010 : Meilleur acteur pour Dexter
- Primetime Emmy Awards 2011 : Meilleur acteur dans une série dramatique pour Dexter
- Saturn Awards 2011 : Meilleur acteur pour Dexter
- Primetime Emmy Awards 2012 : Meilleur acteur dans une série dramatique pour Dexter
- Saturn Awards 2012 : Meilleur acteur pour Dexter
- Saturn Awards 2013 : Meilleur acteur pour Dexter

## Voix francophones
En France, Patrick Mancini est la voix française régulière de Michael C. Hall. Emmanuel Curtil l'a également doublé à trois reprises.
Au Québec, peu d'éléments concernant le doublage de l'acteur sont connus bien qu'il y ait deux comédiens l'ayant déjà doublé.
En France
| - Patrick Mancini dans : - Dexter (série télévisée) - Ultimate Game - Kill Your Darlings - Juillet de sang - Safe (série télévisée) - In the Shadow of the Moon - Shadowplay (série télévisée) - Le Monde de John - Dexter: New Blood (mini-série) - Dexter : Les Origines (série télévisée) | - Emmanuel Curtil, dans : - Six Feet Under (série télévisée) - The Secret Man: Mark Felt - The Report et aussi - Gilles Morvan dans Paycheck, - Renaud Marx dans La Ligue des justiciers : Dieux et Monstres (voix) - Nicolas Matthys dans Star Butterfly (voix) - Jean-François Cros dans The Crown (série télévisée) - Valentin Merlet dans Game Night |

Au Québec
- François L'Écuyer dans Paycheck[13]
- Thiéry Dubé dans Ultimate Game[13]